# 魯比伊羅河
2°43′52″S 29°01′59″E / 2.731042°S 29.032976°E
魯比伊羅河是盧旺達的河流，位於該國西南部，屬於魯濟濟河的左支流，成為與剛果民主共和國接壤的邊境，河水來自多條支流。